# Trane
 (janvier 2021).

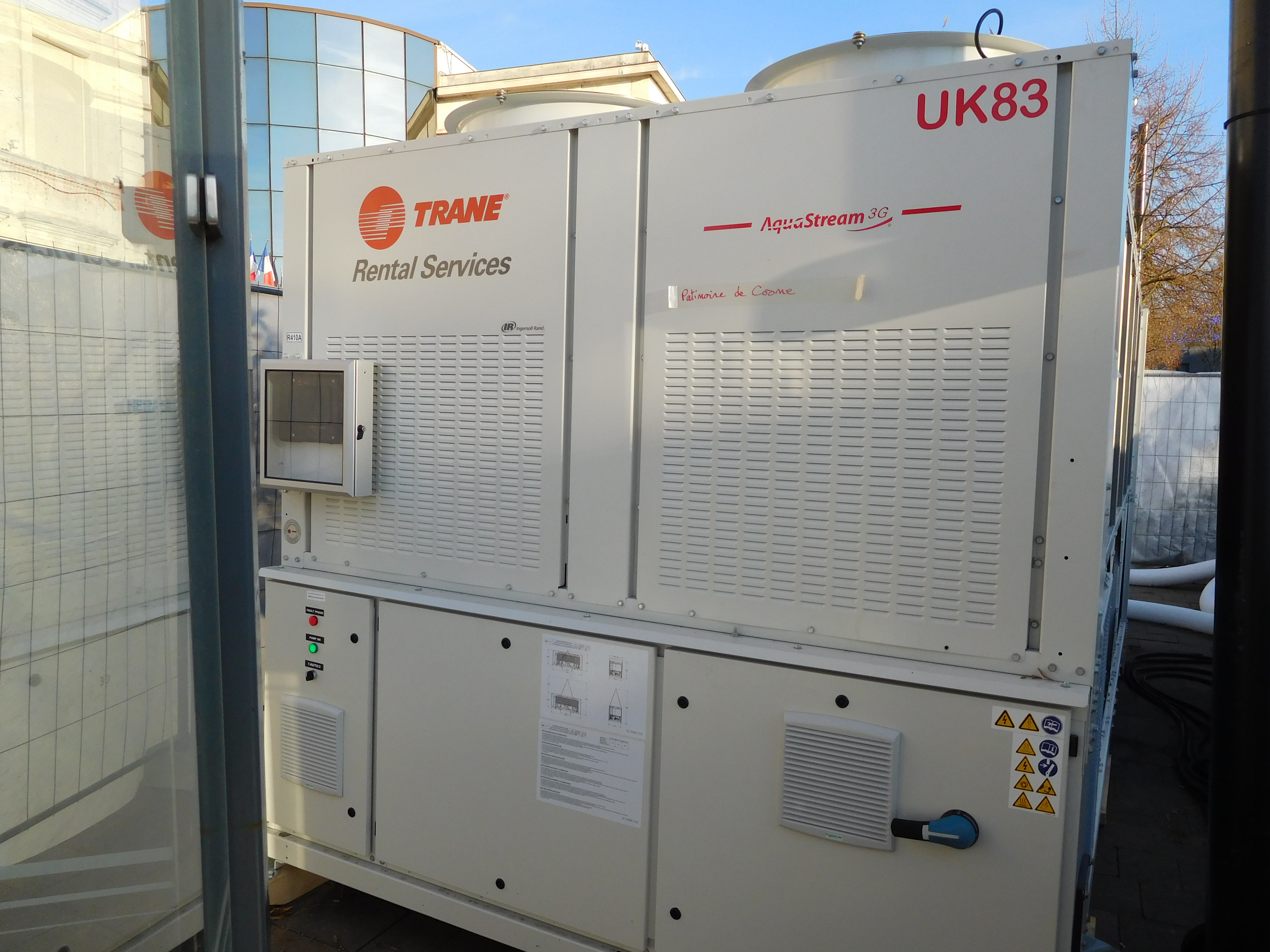
Refroidisseur Trane.

Trane Inc. est un fabricant de systèmes de chauffage, de ventilation et de climatisation (CVC) ainsi que de systèmes de gestion et de contrôle des bâtiments. La société est une filiale de Trane Technologies et succède aux American Standard Companies. Elle fabrique des produits sous les marques Trane et American Standard.

## Histoire
Créée en 1885 à La Crosse (Wisconsin) par James Trane et son fils Ruben. Une première innovation sera un système de chauffage basse température.
Le premier climatiseur est breveté en 1931. L'usine française est créée en 1974 à Charmes.
Le groupe Ingersoll Rand fait l'acquisition de Trane en juin 2008. À l'issue de la scission en mars 2020 de ses activités industrielles, Ingersoll-Rand plc a pris la dénomination sociale de Trane Technologies.

## Principaux actionnaires
Au 22 mai 2020. 
| The Vanguard Group               | 7,23 % |
| Putnam                           | 6,21 % |
| Wellington Management Co         | 6,13 % |
| SSgA Funds Management            | 4,45 % |
| Brave Warrior Advisors           | 4,19 % |
| OZ Management                    | 3,21 % |
| Relational Investors             | 3,09 % |
| Harris Associates                | 2,78 % |
| Massachusetts Financial Services | 2,70 % |
| BlackRock Fund Advisors          | 2,45 % |